# جايسون يونغ
جايسون يونغ (بالإنجليزية: Jason Young)‏ (17 فبراير 1971 في أستراليا - ) هو لاعب كريكت أسترالي. لعب مع فريق جنوب ويلز الجديد للكريكت ‏.

## وصلات خارجية
- جايسون يونغ على موقع إي آس بي آن كريك إنفو (الإنجليزية)